# مصطفى غالب
مصطفى غالب (1342 - 1402 هـ / 1923 - 1981 م) باحث سوري في الدراسات الإسماعيلية.
ولد قرب سلمية في سورية لأسرة إسماعيلية نزارية قاسمشاهية. تخرح في جامعة القاهرة واستقر في بيروت. أصدر مجلة «الغدير» في سلمية. له عدد من المصنفات عن تاريخ الإسماعيلية منها «تاريخ الدعوة الإسماعيلية» و«أعلام الإسماعيلية».